# Lützlow (Gramzow)
Lützlow ist ein Ortsteil der Gemeinde Gramzow im Landkreis Uckermark im Nordosten des Landes Brandenburg.

## Geografie und Verkehrsanbindung
Lützlow liegt nordöstlich des Kernortes Gramzow an der Kreisstraße K 7315 östlich vom Lützlower See.
Westlich verläuft die A 11 (= E 28), in die von Norden her die A 20 einmündet und als B 166 nach Süden weiterführt.
Der Haltepunkt Lützlow lag an der Kreisbahn Schönermark–Damme.
Die Grenze zu Mecklenburg-Vorpommern verläuft 4 km entfernt nordöstlich.

### Naturschutzgebiete
Das 310,45 ha große Naturschutzgebiet Blumberger Wald liegt südöstlich. Es wurde am 16. Mai 1990 unter Naturschutz gestellt.
Siehe Liste der Naturschutzgebiete in Brandenburg

## Persönlichkeiten
- Johann Anton Joachim von Arnim (1754–1821), Landrat und Gutsbesitzer

## Sehenswürdigkeiten

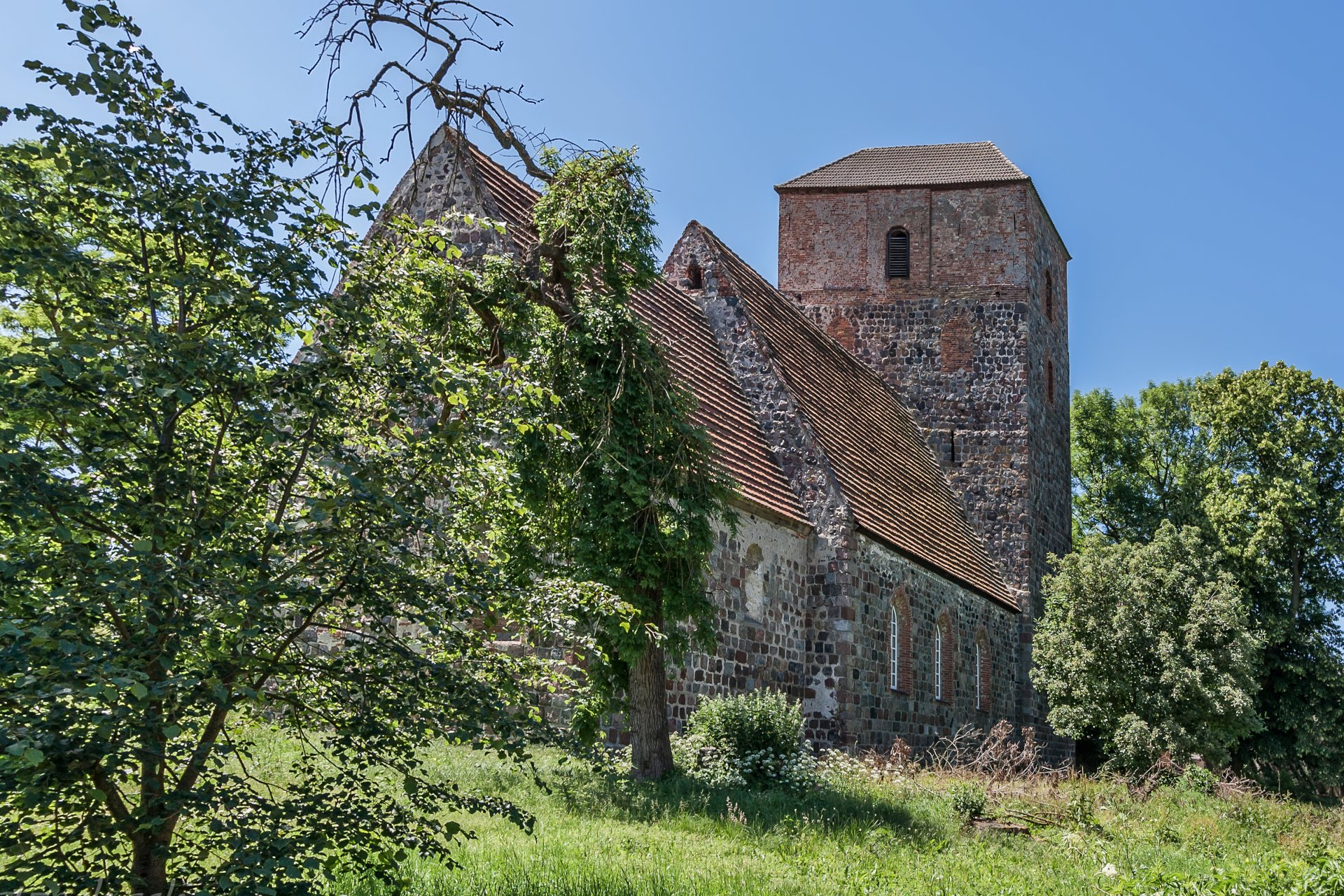
Dorfkirche Lützlow

- die evangelische Dorfkirche Lützlow

Siehe Liste der Baudenkmale in Gramzow (Lützlow)